# Маале-ха-Хамиша
Маале-ха-Хамиша (ивр. מַעֲלֵה הַחֲמִישָּׁה‎, дословно — «Восхождение пятерых») — кибуц в центральной части Израиля. Расположен на Иудейских холмах, недалеко от шоссе Иерусалим-Тель-Авив. Он находится под юрисдикцией регионального совета Мате-Иегуда. В 2020 году его население составляло 793 человек.

## История
Кибуц был основан членами молодежного движения «Гордония» 19 июля 1938 года как одно из 57 поселений в рамках тактики «Стена и башня», основанных почти за одну ночь в период с 1936 по 1939 год с целью обеспечения постоянного еврейского присутствия в Палестине под угрозой нападений во время арабского восстания. Он был назван в честь пяти человек, попавших в засаду и убитых арабскими боевиками неподалеку. Маале-ха-Хамиша приняла беженцев из Гуш-Эциона в 1949 году.

## Экономика

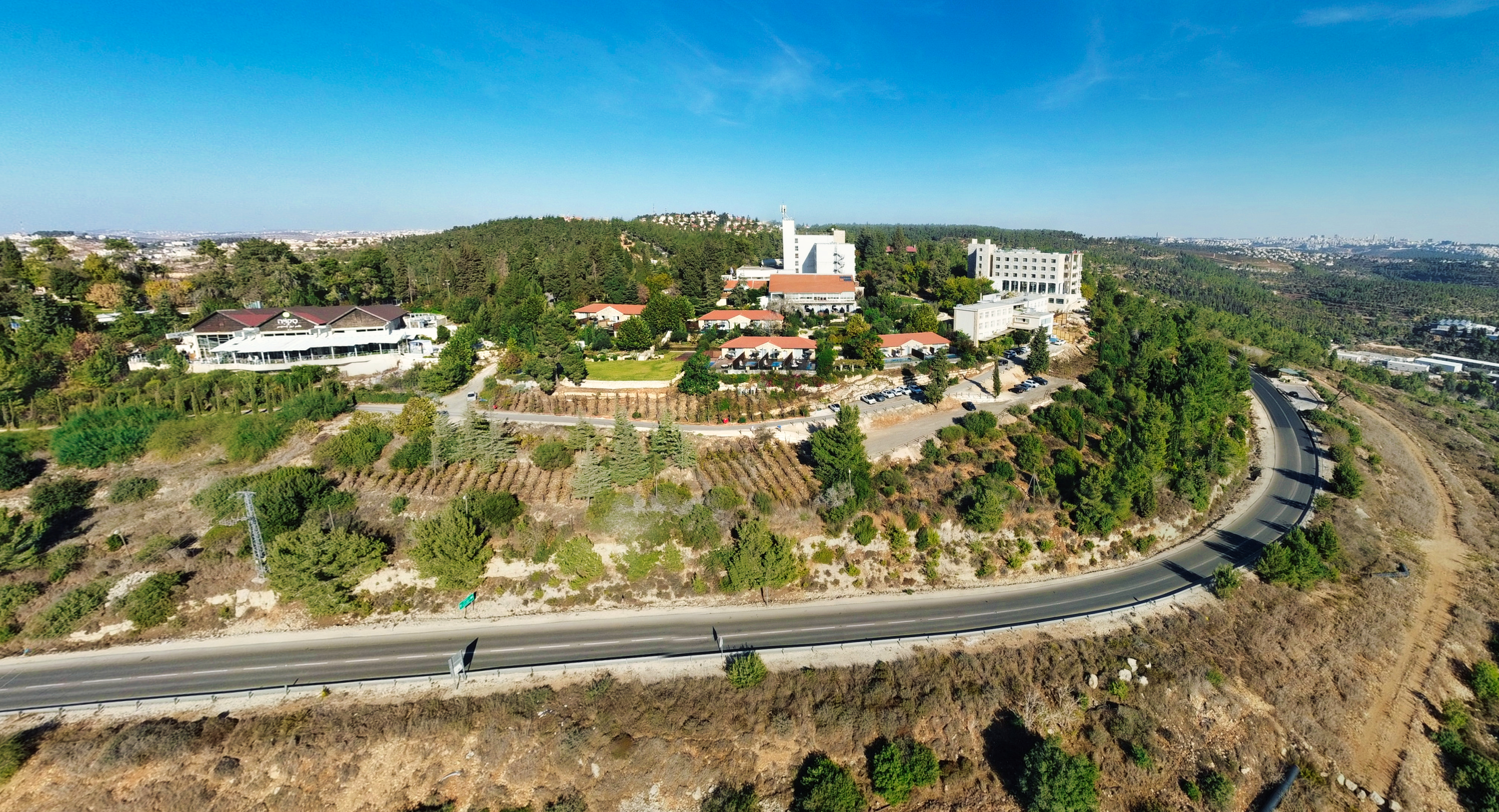
Комплекс для туризма и проведения мероприятий

Первоначально кибуц существовал в основном за счет сельского хозяйства и выращивал цветную капусту и персики, а также получал доход от отеля. В начале 2000-х годов главным вопросом приватизации кибуца было то, какие финансовые и социальные изменения могут произойти. До тех пор все источники дохода, включая немецкие репарации и выплаты по старости, поступали в кибуц, который поставлял все необходимое, как общинное, так и индивидуальное. Концепция скользящей шкалы оплаты за различную работу, продвигаемая в первую очередь молодым поколением, должна была быть согласована с вкладом ветеранов.
Кибуц боролся за судьбу общинной собственности. Квартиры членов кибуца могли находиться в индивидуальной собственности, но с годами, по мере того как старшее поколение проживало в небольших квартирах, для молодого поколения были построены квартиры побольше, а также новые семейные спальные места, которые были заменены отдельными детскими домиками. Членам кибуца также предстояло решить, что делать с отелем и конференц-центром. Потребовалось вмешательство внешнего арбитра, чтобы уладить разногласия. В январе 2005 года кибуц был приватизирован.
Сегодня экономика кибуца базируется на отеле «Маале-ха-Хамиша» и зале мероприятий «Сакоя».

## Население
По данным Центрального статистического бюро Израиля, население на начало 2020 года составляло 793 человека.

## Галерея

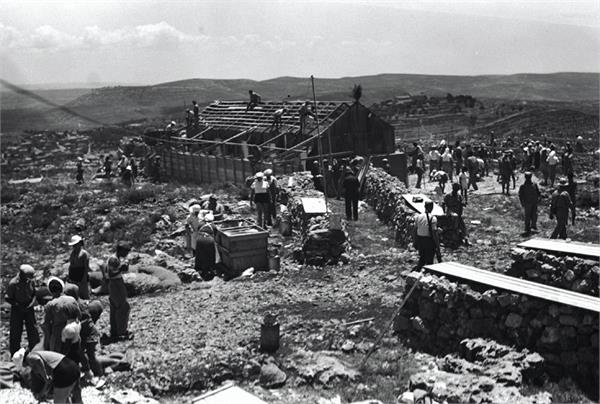
Маале-ха-Хамиша июль 1938
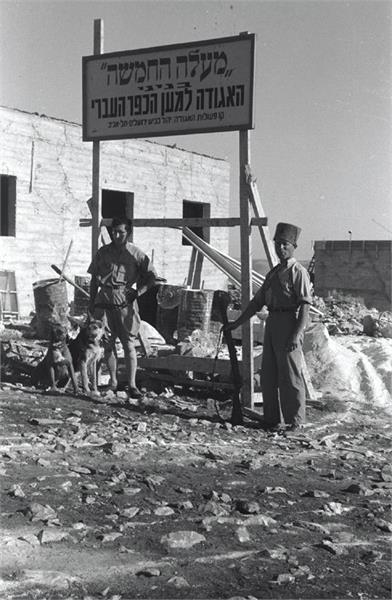
Маале-ха-Хамиша ноябрь 1938
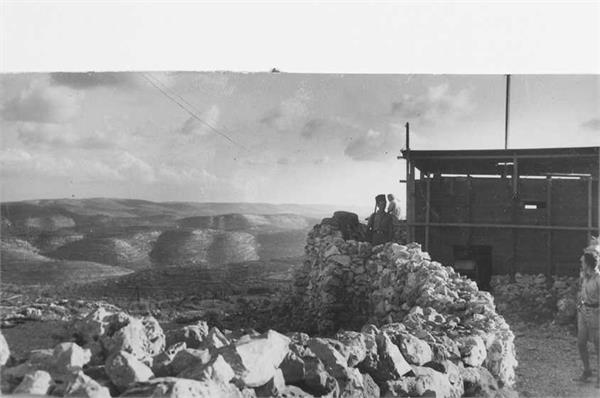
Маале-ха-Хамиша 1938
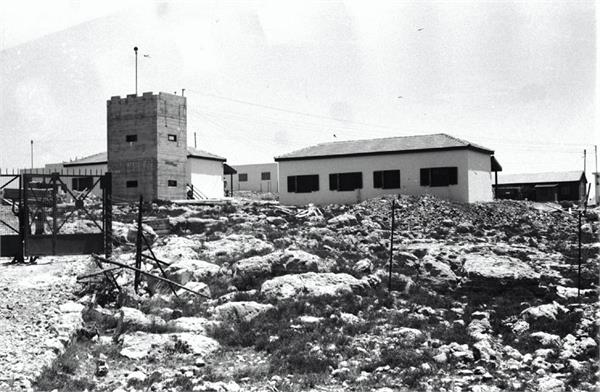
Маале-ха-Хамиша июль 1939
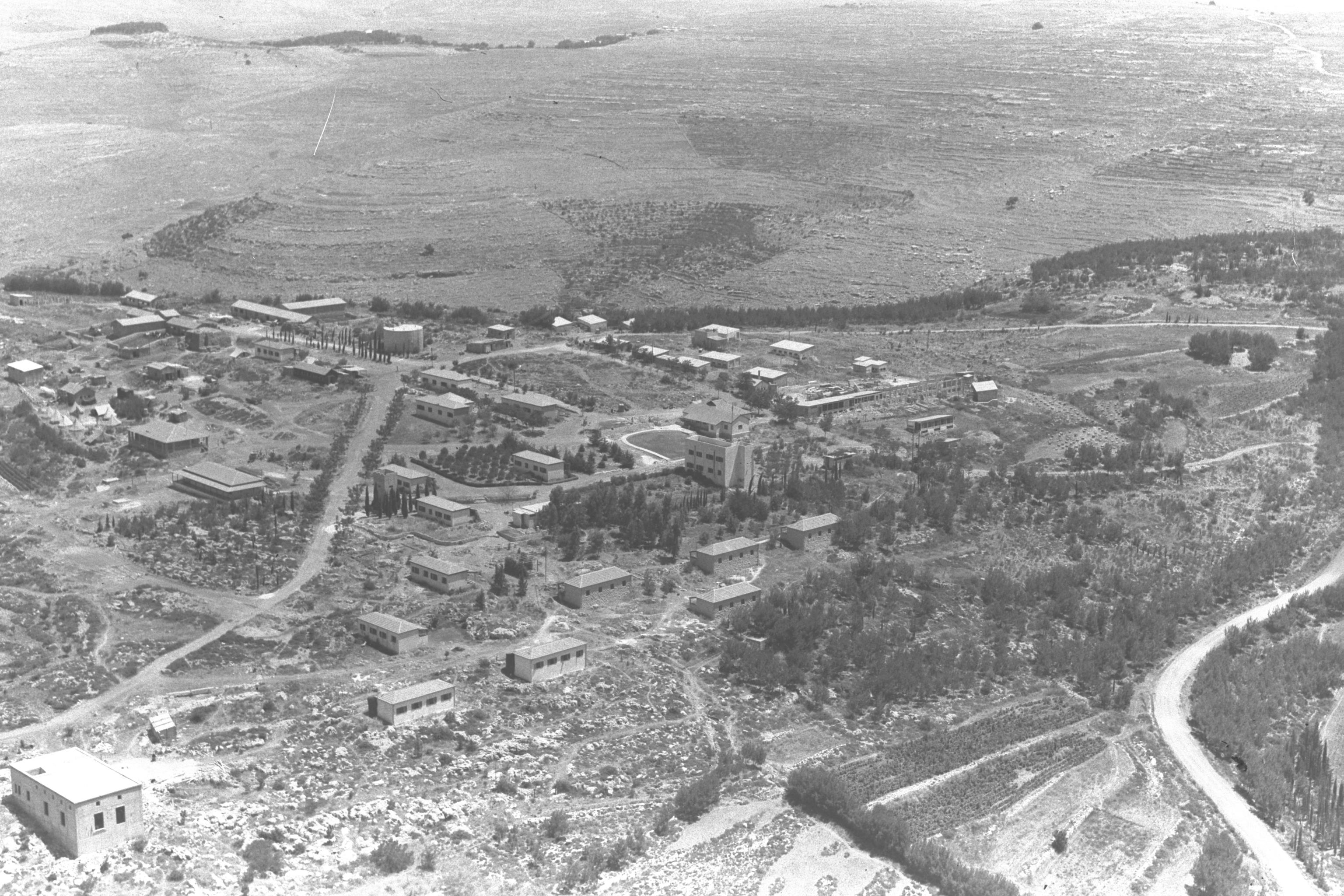
Маале-ха-Хамиша 1945
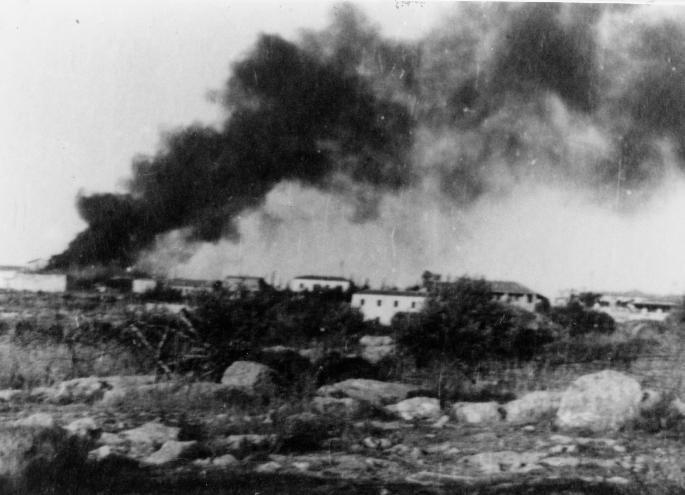
Продовольственный склад в Маале-ха-Хамиша загорелся после обстрела, 1948 год
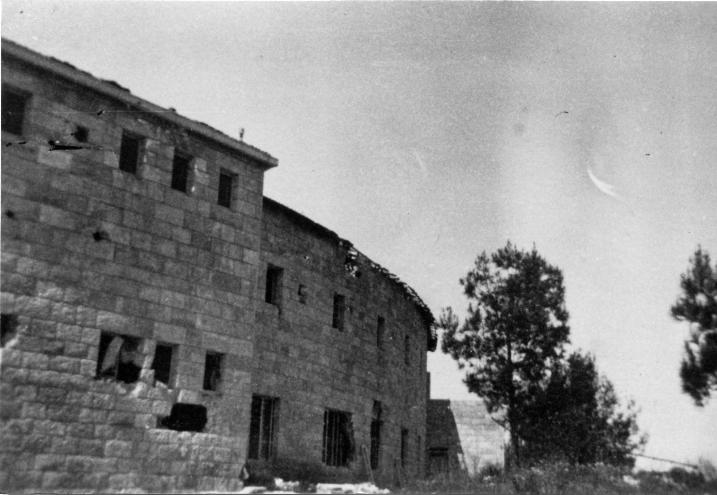
Здание Пепермана, Маале-ха-Хамиша, после боя с Арабским легионом
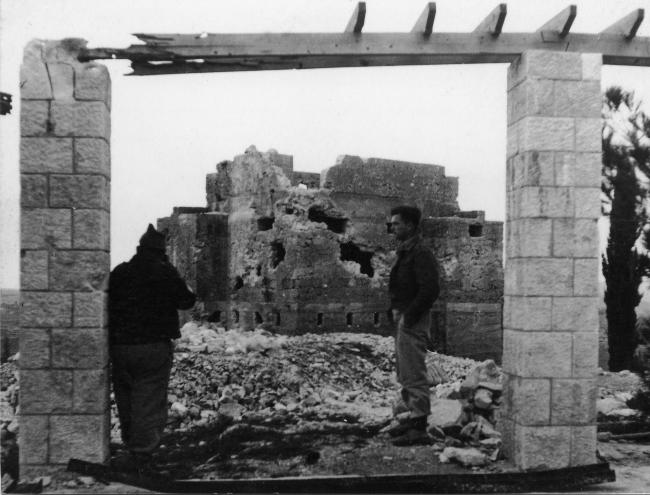
В 1948 году был нанесен ущерб санаторию Пепермана.
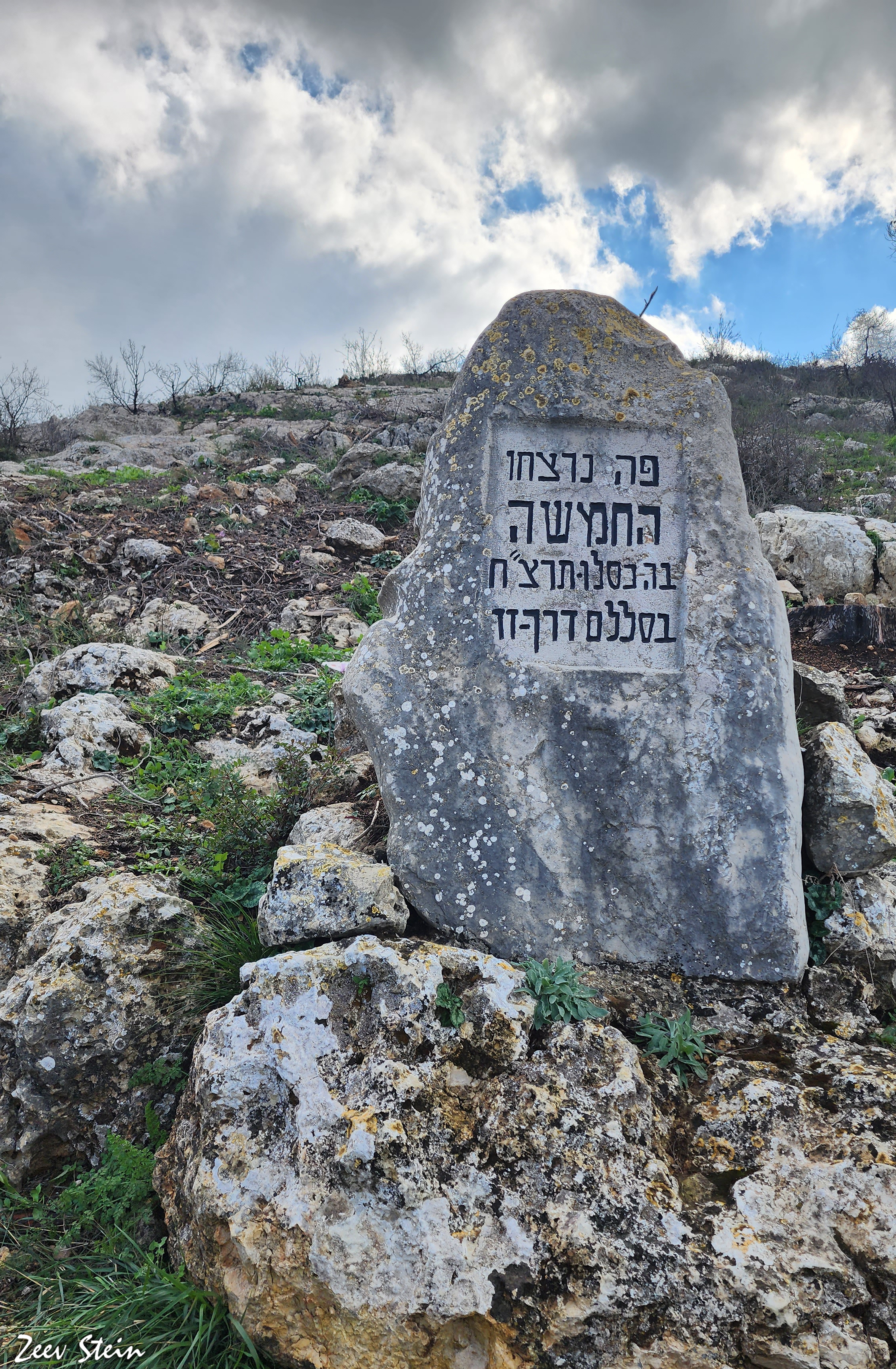